# Psammit
Psammit (griechisch psámmos „Sand“) ist die Bezeichnung für mittelklastische Sedimentgesteine (entspricht weitgehend einem Sandstein) mit Korngrößen von 0,02 bis 2 mm (Grobschluff bis Grobsand). Der Begriff lässt sich materialunabhängig verwenden, d. h. nicht nur für klastische Silikatgesteine (Siliziklastika), sondern auch für klastische Karbonatgesteine. Das mittelkörnige Ausgangsmaterial kann also aus der mechanischen Zerstörung anderer Gesteine entstanden oder auch aus Komponenten (Fossilbruchstücke) bestehen. Allerdings findet der Begriff Kalkpsammit eher selten Verwendung. In der Karbonatpetrographie entspricht er einem Kalkarenit.
Im Fall einer Metamorphose erhalten Psammite die Vorsilbe Meta-, sie werden zu Metapsammiten wie einige Arten von Glimmerschiefer.
Neben dem mittelklastischen Psammit unterscheidet man feinklastische (Pelite) mit Korngrößen unter 0,02 mm und grobklastische Sedimente (Psephite) mit Korngrößen über 2 mm. Alternativ zum Schema Pelit/Psammit/Psephit zur Benennung von Sedimentgesteinen nach Korngrößen werden die Begriffe Tonstein/Siltstein/Sandstein/Konglomerat oder Brekzie angewendet. In der Karbonatpetrographie wird sehr viel häufiger das Begriffstrio Lutit/Arenit/Rudit zur Beschreibung oder Benennung von Gesteinen nach Korngrößen benutzt.